# Disphragis vivida
Disphragis vivida är en fjärilsart som beskrevs av William Schaus 1910. Disphragis vivida ingår i släktet Disphragis och familjen tandspinnare. Inga underarter finns listade i Catalogue of Life.